# Locustavidae
Famille
Les Locustavidae sont une famille fossile d'insectes orthoptères.
Les espèces de cette famille datent du Trias.

## Liste des genres
Selon Orthoptera Species File (12 juillet 2018) :
- †Locustavinae Sharov, 1968
  - †Brevilocustavus Gorochov, 2005
  - †Locustavus Sharov, 1968
  - †Mesacridites Riek, 1954
  - †Miolocustavus Gorochov, 2005
- †Praelocustopsinae Gorochov, 2005
  - †Praelocustopsis Sharov, 1968
  - †Triassolocusta Tillyard, 1922

## Publication originale
- Sharov, 1968 : Filogeniya ortopteroidnykh nasekomykh. (Phylogeny of Orthopteroidea). Trudy Paleontologicheskogo instituta (Transactions of the Institute of Paleontology), no 118, p. 1-213 (ru).